# Cixius bueae
Cixius bueae är en insektsart som beskrevs av Van Stalle 1982. Cixius bueae ingår i släktet Cixius och familjen kilstritar. Inga underarter finns listade i Catalogue of Life.